# Randonautica
Randonautica (mot-valise de « random » + « nautica ») est une application créée par Joshua Lengfelder, lancée le 22 février 2020. L'application génère de manière aléatoire des coordonnées qui permettent à l'utilisateur d'explorer sa région et de rendre compte de ses découvertes. Selon ses créateurs, l'application est « un attracteur de choses "creepy" », permettant de choisir des coordonnées spécifiques en fonction d'un thème. 
L'application a suscité la controverse après plusieurs rapports sur l'application générant des coordonnées, apparemment par coïncidence, où des choses inquiétantes étaient présentes.

## Aperçu
L'application, dont les créateurs prétendent s'inspirer de la théorie du chaos, propose à ses utilisateurs trois types de coordonnées au choix : un attracteur, un vide ou une anomalie. L'application est adulée sur YouTube et TikTok et il existe un subreddit créé par les créateurs pour les utilisateurs de l'application.

## Histoire
L'artiste de cirque de 29 ans Joshua Lengfelder a découvert un bot appelé Fatum Project dans un groupe de discussion scientifique sur Telegram en janvier 2019.  Lengfelder a ensuite créé un bot Telegram en utilisant le code de Fatum Project, générant des coordonnées. Il a ensuite créé le subreddit r/randonauts en mars. En octobre, le développeur Simon Nishi McCorkindale a créé la page Web du bot.
Avec l'aide d'Auburn Salcedo, directeur général d'une agence de télévision, tous deux ont créé Randonauts LLC. Salcedo est devenu chef d'exploitation tandis que Lengfelder est le PDG. L'application, appelée Randonautica, a été lancée le 22 février 2020.
Le New York Times décrit l'application comme un mélange entre la théorie de la « loi de l'attraction » et le géocaching.

## Controverse
En juin 2020, des utilisateurs de Randonautica ont découvert, aux coordonnées indiquées par l’application, une valise noire abandonnée sur une plage à Seattle (Washington) qui contenait des restes humains.

## Liens
- Site officiel de Randonautica
- Geocaching
- Pokémon Go
- Attracteur
- Loi de l'attraction
- Théorie du chaos
- Coïncidence